# Forest-en-Cambrésis
Forest-en-Cambrésis är en kommun i departementet Nord i regionen Hauts-de-France i norra Frankrike. Kommunen ligger i kantonen Landrecies som tillhör arrondissementet Avesnes-sur-Helpe. År 2022 hade Forest-en-Cambrésis 558 invånare.

## Befolkningsutveckling
Antalet invånare i kommunen Forest-en-Cambrésis
| Referens: INSEE |